# Crispy Park
Crispy Park è il settimo album in studio del gruppo musicale giapponese Every Little Thing, pubblicato nel 2006.

## Tracce
1. Hi-Fi Message (ハイファイ メッセージ) – 5:31
2. Swimmy (スイミー) – 4:59
3. Kazemachi Kokoro Moyō (風待ち心もよう) – 3:58
4. Ame no Naru Yoru, Shizuku wo Kimi ni (雨の鳴る夜、しずくを君に) – 5:05
5. Koibumi (恋文) – 5:01
6. Scarlet (スカーレット) – 5:51
7. Sweet Emergency – 1:39
8. Asu no Kokoro (あすの心) – 5:03
9. Kimi no Te (きみの て) – 4:51
10. Izure mo Romantic (いずれも) – 3:20
11. Azure Moon – 5:24
12. I Met You – 1:59
13. Good Night – 5:01